# Комау
„Комау“ е италиански производител на роботизирани машини за автомобилостроенето. Компанията е глобален производител на машини за индустриализацията и развива нови методи и платформи за различни машини.

## История
COnsorzio MAcchine Utensil – Конструиране на работни машини (или „Комау“) е основана в началото на 1971 г. В началото компанията работи върху съоръженията на съветския гигант АвтоВАЗ в Толиати. В средата на 70-те години „Комау“ работи с екип от специалисти за по-голяма функционалност на роботизацията в автомобилостроенето. Разработват се нови машини и нови софтуерни симулатори за добиване на представа за по-голяма функционалност. През 1989 компанията си сътрудничи с Италтех С.п.А от италианския град Бреша. В началото на 90-те компанията пробива и е обект на бизнес интереси от компании от Северна Америка, Южна Америка и Азия. През 1996 г. създава свое представителство в Бразилия. През 1997 г. е основен инвеститор и партньор в Geico S.p.A (компания за производство на индустриални машини за боядисване). В края на 90-те „Комау“ е получила поръчки от индиииски и европейски фирми за производствени машини и роботизирани машини. През 1999 закупува френския производител Sciaky S.A. Компанията открива свои подфирми във Великобритания и Южна Африка. В началото на новия век компанията засилва присъствието си в Европа и Азия с основаване на инженерни и сервизни центрове с местни компании в Германия, Швеция и Китай.

## Патенти
- Машини за асемблиране на моторни превозни средства и нови методи при монтиране на различни видове рамки
- Система за заваряване на шасита на различни превозни средства Openrobogate-2002